# Región de Münster
Münster es uno de los cinco Regierungsbezirks de Renania del Norte-Westfalia, Alemania, localizado en el norte del estado, que recibe el nombre de su ciudad capital, Münster. Incluye el área que en tiempo medieval era conocida como el Dreingau.
Regierungsbezirk Münster cubre mayormente un territorio rural conocido como Münsterland, famoso por sus numerosos e importantes castillos (e.g. Castillo de  Nordkirchen y Castillo de Ahaus). La región ofrece más de 100 castillos, enlazados todos ellos por el camino ciclista conocido como "Ruta de los 100 Castillos" (100 Schlösser Route).
Las tres municipalidades más meridionales forman parte del Ruhrgebiet, densamente poblado y que todavía ofrece una variada industria. La historia del Regierungsbezirk retrocede hasta 1815, cuando fue uno de los 25 Regierungsbezirke originales creados como una subdivisión de las provincias de Prusia. La última reorganización de los distritos fue realizada en 1975, cuando el número de distritos fue reducido de 10 a 5, y el número de ciudades-libres de distrito de seis a tres.
| Distritos (Kreise)                                                | Ciudades independiente (Kreisfreie Städte) |
| ----------------------------------------------------------------- | ------------------------------------------ |
| 1. Borken 2. Coesfeld 3. Recklinghausen 4. Steinfurt 5. Warendorf | 1. Bottrop 2. Gelsenkirchen 3. Münster     |